# Charly Loubet
Charly Loubet (Grasse, 26 gennaio 1946 – 30 gennaio 2023) è stato un calciatore e allenatore di calcio francese, di ruolo attaccante.

## Carriera
Giocò nella massima serie francese con le maglie di Stade Français, Nizza e Marsiglia. Con quest'ultima compagine vinse il campionato nel 1971.

## Palmarès

### Club

#### Competizioni nazionali
- Campionato francese: 1

O. Marsiglia: 1970-1971